# 成長産業
成長産業（せいちょうさんぎょう）は、産業の種類を表す言葉。

## 概要
成長産業とされるような産業というのは、現時点において速い速度で成長を続けている産業や、将来の成長が期待されているような産業のことである。最長産業とされる産業というのは、国や時代によって、そしてその中でも土地や労働や資本や技術といった生産要素と需要構造の組み合わせによってそれぞれ異なっている。

### 日本の成長産業
1950年代から1960年代の日本では重化学工業化が目指されていたために、石油化学や合成繊維やプラスチックやエレクトロニクスなどが成長産業とされてきたものの、工業化に伴う公害の多発や、工場立地の節約や、地下資源の限界などの問題が発生してきた。1970年代から1980年代にかけての日本では高度加工型や資源節約型や新技術活用型の条件を備えたシステム産業などが成長産業とされてきた。1990年代以降の日本では高付加価値型のハイテクノロジー産業や知識集約型産業を成長産業にすることが目指される。
成長産業とされる産業というのは時代と共にシフトしてきており、近年では観光が新たな成長産業として台頭してきている。日本では2010年代より訪日観光客数が急増してきており、2018年にはその数は3000万人を超えており、その数は10年前の4倍という数字である。訪日外国人による旅行消費額は4兆円を超えており、これを輸出とみなしたならば、日本の観光産業というのは自動車産業に次ぐ電子部品などと並ぶ外貨の稼ぎ手となっている。1990年代ほどでは観光産業というのは古い産業とみなされてきたものの時代は移り、観光産業が成長産業となっているのは日本だけのことではなく世界の先進国で共通している。
文部科学省スポーツ庁は、2022年にスポーツを成長産業にするという計画を打ち出す。この計画ではスポーツ市場を拡大して、その収益をスポーツ環境を改善することに還元して、スポーツに参画する人口を拡大させるという好循環を生み出すというということを計画している。この計画により、この時点ではスポーツ市場の規模は5.5兆円であるのに対し、2025年までには15兆円までに拡大させるということが目指される。